# Ендепанданс Маседониен
Вижте пояснителната страница за други значения на Независима Македония.
„Ендепанданс Маседониен“ (на френски: L'Indépendance Macédonienne, в превод Независима Македония) е български вестник, излизал в Лозана, Швейцария.
Вестникът започва да излиза 16 октомври 1919 година в Лозана. Подзаглавието му е Двумесечен политически и социалноикономически преглед (Revue bi-mensuelle politique, sociale économique). Издава се от Главния комитет на македонските дружества на студентите в Швейцария. Излиза два пъти месечно и в него се публикуват статии на тема политика, социални и икономически въпроси. От вестника са издадени общо 3 броя. Целта на вестника е да запознава европейското общество с Македонския въпрос.